# Лагоа-ди-Дентру
Лагоа-ди-Дентру (порт. Lagoa de Dentro)  —  муниципалитет в Бразилии, входит в штат Параиба. Составная часть мезорегиона Сельскохозяйственный район штата Параиба. Входит в экономико-статистический  микрорегион Гуарабира. Население составляет 6912 человека на 2006 год. Занимает площадь 84,505 км². Плотность населения — 81,8 чел./км².

## Статистика
- Валовой внутренний продукт на 2003 год составляет 17 746 472,00 реалов (данные: Бразильский институт географии и статистики).
- Валовой внутренний продукт на душу населения на 2003 год составляет 2538,11 реалов (данные: Бразильский институт географии и статистики).
- Индекс развития человеческого потенциала на 2000 год составляет 0,565 (данные: Программа развития ООН).